# Inhibitor beta-laktamaze
Inhibitori beta-laktamaze su skupina beta-laktamskih antibiotika, koji djeluju tako što inhibiraju enzim beta-laktamazu koji nastaje u bakterijama i koji je odgovoran za razgradnju beta-laktamskih antibiotika (što predstavlja jedan od načina otpornosti bakterija na beta-laktamske antibiotike).
Inhibitori beta-laktamaze: klavulanska kiselina, sulbaktam, tazobaktam.
Inhibitori beta-laktamaze nemaju samostalno značajan antibiotski učinak, te se u liječenju primjenjuju zajedno s nekim drugim antibiotikom (npr. tableta Klavocina sadrži klavulansku kiselinu i amoksicilinom).
- Inhibitori beta-laktamaze
- Klavulanska kiselina
- Sulbaktam
- Tazobaktam
- Avibaktam (2015)
- Vaborbaktam (2017)
- Relebaktam (2019)